# Згинання рук на біцепс
Згинання рук на біцепс — це загальний термін для серії силових вправ, під час яких до роботи долучаються: брахіаліс, передній дельтоподібний м'яз і двоголовий м'яз плеча. Ці вправи включають в себе безліч варіантів виконання з використанням штанги, гантелів і тренажерів і є основою будь-якого тренування м'язів рук. Їх усіх об'єднує можливість біомеханічного згинання рук в ліктях з обтяженням і подальша гіпертрофія двоголового м'яза плеча під впливом зростання силового навантаження.

### Механізм вправи
Згинання рук в ліктях націлене на активацію двоголово м'яза плеча, якій розташований на передній частині руки між плечем і ліктем. Основні його функції — згинання руки в ліктьовому суглобі і супінація передпліччя (поворот назовні). У біцепса є дві головки: довга і коротка. Двоголовий м'яз плеча під час супінації кистьового суглоба (передпліччя) скорочується максимально повно, досягаючи моменту пікового скорочення. Під час згинання ліктя до кута в 90 ° найбільше навантаження отримує переважно довга головка біцепса. Під час виконання супінації (розвороту кисті назовні) активніше працює його коротка головка.. Але крІм тренування біцепсу, як цільової групи, згинання рук також використовують задля навантеження інших м'язів рук: брахіалісу (вправа молот) та передпліч (згиання Джорджа Зоттмана). Як правило, такі згинання виконуються у класичній манері, коли кров вільно переміщується по м'язах рук, але є одна методика, що називається тренінг з обмеженням кровотоку, яка передбачає використання спеціальних джгутів задля підвищення кровонаповнення м'язів і визваного цим підвищня рівня гормону росту.

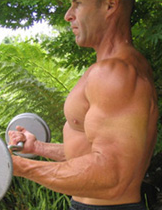
Згинання рук на біцепс зі штангою стоячи

### Біомеханіка руху
Цей рух починається з ліктів, руки при цьому знаходяться в повністю витягнутому положенні (навпроти стегон) з долонями, розгорнутими договори (у так званому відкритому положенні). Потім біцепси починають скорочуватися, щоб підняти вагу вгору, до рівня плеча. Друга частина руху — це ексцентрична фаза, при якій ліктьовий суглоб повільно розгинається в міру того, як вага опускається та повертається назад в початкове положення.
Примітка: ця вправа має безліч варіацій, загальним їх фактором є складаний рух, коли снаряд піднімається до моменту повного скорочення двоголового м'яза плеча. Деякі варіації згинань представляють собою часткові повторення у верхній або нижній частині траєкторії руху. Лікті і передпліччя в цьому випадку залишаються притиснутими до корпусу. Доволі часто для цього використовують спеціальний пристрій, який називаєтьс «ізолятор біцепса» або Arm blaster
Згинання рук в ліктях і скорочення м'язів рук разом складають одне повторення. Як і в більшості вправ з обтяженнями, результативність тренування біцепса багато в чому залежать від дотримання техніки їх виконання.

### Положення ліктів
Як правило, в більшості варіацій згинань рук на біцепс, лікті залишаються нерухомими та притиснутими до корпусу під час виконання усієї вправи. Утримання ліктів в такому положенні є гарантією того, що навантаження на двоголову м'яз плеча залишатиметься стабільно високим і не почне переходити в інші м'язові відділи.

### Положення плечей
Поширена помилка в згинаннях рук полягає у використанні інерції, або так званого методу чітингу (в перекладі з англійської cheating, обман). Ідея такого прийому полягає в тому, що завдяки розгойдуванню корпусу з'являється можливість прискореного проходження початкової фази підйому штанги догори. Та більш сильнішої стимуляції біцепса за рахунок підвищення на нього навантаження. Але навіть в цьому випадку плечі повинні залишатися максимально нерухомими, а сам передній дельтоподібний м'яз повинен виступати в якості стабілізатора.

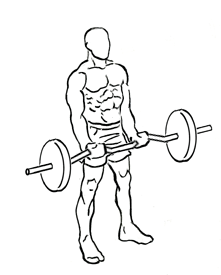
Лікті під час згинання рук повинні бути притиснутими до корпусу

### Траєкторія руху
Щоб домогтися максимальної гіпертрофії біцепса, цю вправу необхідно виконувати з повною амплітудою. Однак професійні бодібілдери періодично застосовують при згинаннях рук скорочену амплітуду руху, щоб акцентовано навантажити окремі ділянки двоголового м'яза плеча і одночасно підвищити її кровонаповнення. Посилений приплив крові в м'язи підвищує концентрацію молочної кислоти і опосередковано стимулює підвищення рівня гормону росту.

### М'язи, які працюють у згинаннях рук на біцепс

#### Цільовий м'яз
1. Двоголовий м'яз плеча

#### М'язи-синергісти
1. Брахіаліс
2. Брахіорадиаліс

#### М'язи-стабілізатори
1. Передній дельтоподібний м'яз
2. Трапецієподібний м'яз
3. М'яз — леватор лопатки
4. Згиначі зап'ястя (хват знизу)
5. Розгиначі зап'ясть (хват зверху)

### Варіанти згинань рук
Завдяки широкому асортименту тренувального обладнання, цю вправу можна виконувати різними способами. Найпопулярнішими з них є наступні варіанти виконання

#### Згинання рук згантелями

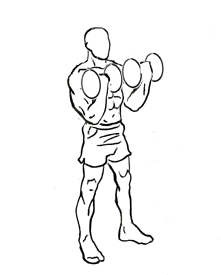
Згинання рук з гантелями стоячи

- Згинання рук з гантелями сидячи на похилій лаві. Вправа виконується сидячи на лаві з можливістю регулювання кута нахилу, (зазвичай це кут 45 градусів). Згинання рук на біцепс на похилій лаві виконуються з меншою вагою в порівнянні з згинаннями на біцепс стоячи. Але через виключення з роботи великих груп м'язів, пряме навантаження на цільову групу підвищується. Завдяки сильному ексцентричного розтягування двоголових м'язів рук в нижній точці траєкторії.

- Згинання рук з гантелями стоячи. Такий різновид згинань дає можливість використовувати найбільшу вагу снарядів, тому є найбільш ефективною в плані набору м'язової маси рук.
- Згинання рук нейтральним хватом. Цю вправа ще називають згинаннями в стилі молот, і на відміну від двох попередніх, вона слугує для збільшення об'єму плечелучевого м'яза (брахіалису), а не біцепса. Нейтральне положення кистей рук дає можливість працювати з більш важкими гантелями, сприяючи зростанню силових показників верхніх кінцівок. Вправа молот можна робити стоячи, сидячи і навіть лежачи животом на лаві, двома руками відразу або по черзі.
- Згинання офіціанта. Згинання рук з однією гантелю стоячи. Його відмінність від інших видів вправи полягає у том, що гантеля тримається майже відкритими долонями за верхній край. Навантаження на внутрішній, короткий пучок двохголового м'яза плеча при цьому суттево зростає, тому згинання офіціанта дуже часто називають вправою для створення піка біцепса.

#### Згинання рук зі штангою
- Згинання рук на лаві Скотта. Ця версія згинань зі штангою відноситься до ізольованих вправ, оскільки виконується сидячи з упором рук о похилу лаву. Таку лаву називають лавою Скотта, оскільки її винайшов Ларрі Скотт, триразовий містер Олімпія. Але не дивлячись на свою ізольовану природу навантаження, згинання зі штангою на похилій лаві є одним з кращих вправ для біцепса зі штангою.
- Згинання рук зі штангою зворотним хватом. Як і у випадку з вправою молот, зворотні згинання рук зі штангою навантажують в основному плечелучевой м'яз (брахиалис) і м'яз передпліччя (брахорадіаліс). Пряма навантаження на біцепс знижується майже на 60 %. Перевага таких згинання полягає в прискореному розвитку м'язів-асистентів руки і посилення сили хвата.

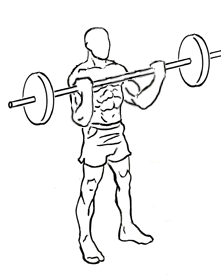
Згинання рук зі штангою стоячи

- Згинання рук зі штангою стоячи. Це класичний і найважливіший для гіпертрофії двоголового м'яза руки спосіб згинань зі штангою. Завдяки тому, що вправа виконується стоячи, з'являється можливість використовувати снаряд найбільшого ваги. Складність підйому штанги стоячи полягає в неможливості ізолювати біцепс від великих м'язових груп. Тому бездоганна техніка виконання вправи є головною умовою отримання від нього віддачі.

#### Згинання рук втренажері
- Згинання рук в тренажері з піднятими догори руками. Цей варіант згинань зовні нагадує змагальну позу в бодібілдингу під назвою «подвійний біцепс спереду». Як і більшість вправ, що виконуються в тренажері, такі згинання служать не для набору м'язової маси рук, а для поліпшення їх форми і рельєфу.
- Згинання рук в тренажері стоячи з руками, притиснутими до корпусу. За своєю біомеханіки виконання цей різновид згинань є аналогом згинань рук зі штангою стоячи. Але на відміну від вправи з вільним вагою забезпечує більш високий рівень ізоляції двоголового м'яза плеча. Крім тросового тренажера, згинання рук можна також робити ще десятком різних способів.

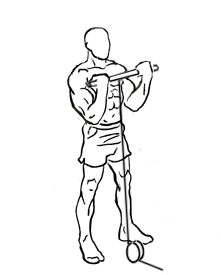
Згинання рук в тренажері стоячи

### Травми під час виконання згинань рук
Травми під час згинання рук завжди відбуваються через порушення техніки виконання вправи і / або неадекватно підібраної ваги снаряда. Найпоширеніша травма, викликана згинанням рук — розрив сухожиллів біцепса. Є дві основні причини розривів сухожиллів двоголового м'яза: різке опускання снаряда після підйому та накопичене м'язова втома, викликана дуже частим тренуванням м'язів рук без належного відновлення. Тренуючи біцепс потрібно пам'ятати, що це дуже маленький за обсягом м'яз, яка бере активну участь у всіх тягових вправах на спину. Щоб не допустити травм під час виконання згинань рук, частота їх прокачування для більшості відвідувачів тренажерного залу повинна становити 1 раз на тиждень.